# LILY-C.A.T.
『LILY-C.A.T.』（リリィ・キャット）は、スタジオぴえろ制作のSFホラーOVA作品である。

## あらすじ
巨大企業シンカムによる惑星探査のために送り込まれた社員7人と宇宙船サルデス号のクルー6人は、片道20年かかる惑星探査で人工冬眠から目覚めるが、彼らのもとへシンカム社の社員を装った密航者が2人いるという情報が入る。密航者の正体が不明な中、乗船者の1人が謎のバクテリアによって死亡するという惨事が発生する。

## 登場キャラクター
ジロー・タカギ（Jiro Takagi）
声 - 沖田浩之 / 英：ボブ・バーゲン
シンカム社社員で、日本支社勤務。宇宙工学の専門家。
実際はシンカムの社員ではなく、キング・ストリートで3人の男を射殺した医学生。40年の時間逃亡を企み、今回の惑星探査に参加した。
ディックによって手錠をかけられるが、彼が死亡した際にはその生きざまに敬意を払い、あえて手錠を外さなかった。
ナンシー・ストラウハ（Nancy Strauch）
声 - 勝生真沙子 / 英：ジュリー・マッダレーナ
シンカム社の社長令嬢。金髪にリボンが特徴。乗船する社員たちの勤務評定をつけるため、飼い猫のリリィを連れて乗船する。
マイク・ハミルトン（Mike Hamilton）
声 - 阪脩 / 英：マイク・レイノルズ
サルデス号キャプテン。顎鬚を生やしている男性。今回の航海を最後に引退する見込み。
実年齢は230歳で、宇宙開拓民として200年の人生を送ってきた。ライターに思い入れがあり、船に持ち込んでいる。
ジローとナンシーを生かすため、自らのシャトルを2人に与え、自らの命を犠牲にサルデス号を爆破した。11人目の死亡者。
ディック・ベリー（Dick Berry）
声 - 大塚周夫 / 英：グレゴリー・スニーゴフ
シンカム社社員で、オーストラリア支社勤務。髭面が特徴。密航者の詮索を率先して行う。
その正体は麻薬事件の容疑者である麻薬の売人を殺害したジローを追っている刑事で、サイドワインダー・ディックという異名を持つ。
終盤まで生存するが、未知のバクテリアにより身体中の細胞を破壊され死亡。10人目の死亡者。
ファラ・ヴァン・ドロシー（Farrah Van Dorothy）
声 - 山田栄子 / 英：J.C.ヘニング
シンカム社社員で、香港出身。ロングの髪型が特徴。私生児がいる。
メディカルルームで自身の肺を診断していた際、触手と化したバクテリアに襲撃され死亡。5人目の死亡者。
ミス・キャロライン（Miss Caroline）
声 - 榊原良子 / 英：イオナ・モリス
サルデス号唯一の女性クルー。赤髪が特徴。実年齢151歳。
キャプテン、ジミーと共にマザールームに向かうが、単独行動を取った際に壁の中のバクテリアに襲撃され死亡。8人目の死亡者。
ジミー・メンゲル（Jimmy Mengel）
声 - 田中亮一 / 英：マイケル・ソリッチ
うだつの上がらないシンカム社社員。天然パーマが特徴。上司の誘いで乗船を決める。
火炎放射器を武器にキャロラインを単独で捜すが、壁の中のバクテリアに襲撃され死亡。9人目の死亡者。
モーガン・スコット（Morgan Scott）
声 - 玄田哲章 / 英：ケリガン・メイハン
シンカム社社員で、本社勤務。大柄な体格をしている男性。ショットガンを持ち込む。
船内を散策していた際に、肺の中に異常繁殖した未知のバクテリアにより窒息死する。1人目の死亡者。
ワット・タイラー（Wat Tyler）
声 - 千葉繁 / 英：スティーヴ・ブーレン
サルデス号クルー。小柄な男性。ガイと2人で行動することが多い。
モーガンの死亡後、ガイと共にトランスポートシップの整備のため格納庫へ向かうが、バクテリアにより死亡する。3、4人目の死亡者。
ゴット・ウォルト・クー（Gott Walt Coup）
声 - 田中秀幸 / 英：リチャード・カンシーノ
サルデス号クルー。金髪の男性。惑星探査の選抜要員の質が落ちていることに頭を悩ます。
デューラと共にハンガーデッキにて二号艇の整備を行うが、何者かの手によりハッチが開き宇宙へ放り出され死亡。6、7人目の死亡者。
ガイ・アルクイン（Guy Alcuin）
声 - 塩屋浩三 / 英：ラッセル・ケース
サルデス号クルー。黒人男性。ワットと2人で行動することが多い。
モーガンの死亡後、ワットと共にトランスポートシップの整備のため格納庫へ向かうが、バクテリアにより死亡する。3、4人目の死亡者。
デューラ・デルカッセ（Dülar Delcassé）
声 - 大竹宏 / 英：スティーブ・クレイマー
サルデス号クルー。眼鏡をかけた老人。
ゴットと共にハンガーデッキにて二号艇の整備を行うが、何者かの手によりハッチが開き宇宙へ放り出され死亡。6、7人目の死亡者。
ハリス・ミード（Dr. Harris Mead）
声 - 辻村真人 / 英：クリフロン・ウェルズ
シンカム社の専任ドクター。禿げ頭の老人。
モーガンの死因が未知のバクテリアによるものだと突き止めるが、その後モーガンと同じ死因で死亡。2人目の死亡者。
人事課長（Syncam Personnel Managar）
声 - 広瀬正志 / 英：トム・ワイナー
シンカム社の人事課長。エマージェンシーコールでシンカム社の社員として乗船した惑星探査要員の中に身分を詐称した2名の密航者がいることを告げる。

## スタッフ
- 原作・監督 - 鳥海永行
- 脚本 - 星山博之
- キャラクターデザイン - 梅津泰臣
- 作画監督 - 岡田敏靖
- 美術メカデザイン - 森木靖泰
- モンスターデザイン - 天野喜孝
- 美術監督 - 番野雅好
- 撮影監督 - 金子仁
- 音楽監督 - 井上鑑
- 録音監督 - 斯波重治
- 効果 - 佐藤一俊
- プロデューサー - 仙田勇
- アニメーション制作 - スタジオぴえろ
- 製作・著作 - ビクター音楽産業株式会社

## 主題歌
エンディングテーマ「LISTENING TO THE ANGELS」
作詞 - クリス・モズデル / 作曲・編曲 - 井上鑑 / 歌 - テレサ・ジョネット

## 書籍
- 鳥海永行『LILY-C.A.T.』（朝日ソノラマ、1987年） ISBN 9784257763888